# Saprosites coomani
Saprosites coomani är en skalbaggsart som beskrevs av Renaud Maurice Adrien Paulian 1933. Saprosites coomani ingår i släktet Saprosites och familjen Aphodiidae. Inga underarter finns listade i Catalogue of Life.